# Parafia Wniebowzięcia Najświętszej Maryi Panny w Szczawnie-Zdroju
Parafia Wniebowzięcia Najświętszej Maryi Panny w Szczawnie-Zdroju znajduje się w dekanacie Wałbrzych-Zachód w diecezji świdnickiej. Była erygowana w XX w. 

## Historia
W XIX wieku w Szczawnie Zdroju zbudowano kaplicę pw. Matki Bożej Nieustającej Pomocy. Znajdowała się ona na placu przy skrzyżowaniu ulic Wojska Polskiego i Kolejowej. Na budowę zbierano pieniądze wśród kuracjuszy. W koncercie zorganizowanym na ten cel w 1857 roku wystąpił m.in. Henryk Wieniawski. Kaplica została poświęcona  2 lipca 1869 roku. Ponieważ uzdrowisko rozrastało się, a w kaplicy mieściło się tylko około 300 osób podjęto decyzję o budowie nowego kościoła. 
Prace budowlane rozpoczęły się 2 lipca 1936. 15 września 1936 na placu budowy dokonano poświęcenia kamienia węgielnego. 11 maja 1937 kardynał Adolf Bertram udzielił w kościele w Szczawienku sakramentu bierzmowania, następnie udał się do Szczawna, aby zapoznać się z postępem prac budowlanych w kościele. 2 lipca 1937 odbyła się uroczystość poświęcenia dzwonu i jego zawieszenia w wieży kościelnej. Dzwon ważący 250 kg został odlany w 1937 w odlewni Edelbrock&Gescher w Westfalii. Napisał na nim wieścił: "Matko Boża módl się za nami teraz i w godzinę śmierci, A.D.1937" .
Uroczysta konsekracja kościoła nastąpiła 11 lipca 1937, której przewodniczył biskup Walenty Wojciech. Podczas uroczystości kościołowi nadano wezwanie ASUMPTIO B.M.V. - Wniebowzięcia Najświętszej Maryi Panny . W tym samym roku została rozebrana stara kaplica pw. Matki Bożej Nieustającej Pomocy. Do 1946 roku, gdy erygowano parafię był to kościół filialny parafii św. Anny w Szczawienku.

## Proboszczowie po 1945 r.[4]
- 1. ks. Władysław Niedźwiedzki 1945 – 1946[1]
- 2. ks. Józef Umińśki 1947
- 3. ks. Jan Obarski 1948 - 1950
- 4. ks. Wilhelm Boczek 1950 - 1952
- 5. ks. Jan Podkopał 1952 - 1955
- 6. ks. Władysław Rączka 1955 - 1956
- 7. ks. Ludwik Gilewski 1956 - 1960
- 8. ks. Alojzy Schmidt 1960 – 1980[5][6]
- 9. ks. infułat Józef Daniel Strugarek 1980 – 2014[7]
- 10. ks. kan. Jarosław Żmuda 2014 – 2020[8]
- 11. ks. Tomasz Zięba 2020 –[9]